# KETSUNOPOLIS 9
『KETSUNOPOLIS 9』（ケツノポリス・ナイン）は、ケツメイシ9作目のアルバム。
2014年7月23日にavex traxから発売。
DVDが付属の初回限定盤と通常盤の2形態で発売。

## 内容
『KETSUNOPOLIS 8』以来1年7ヶ月ぶり。ボーカルのRYOJIは、難しい事をいかに優しく伝えるかを大事にして、歌詞もあまり難しく書いてないと思うと述べた。難しい事を言っても、実は何も伝わってない状況が見えて来たので、もう少しシンプルに伝えようとしたのが本作だという。
また、単純に聴いて気持ちが良い歌、歌って気持ちが良い歌、周りのスタッフが喜び、ファンや、新しいユーザーにもそれが届けばいいという感覚で作ったと言う。
メンバー曰く、ラップグループが作るアルバムというより、ポップアーティストとして認識している人のアルバムだとコメントしている。『KETSUNOPOLIS 8』で、冒険的なアルバムを出した後だったが、やっぱりこれしかできないという開き直りの精神しかなかったとも述べている。

## 収録曲

### Disc 1 / CD
| 全作詞: ケツメイシ（#9、作詞: Ryo）。 |                       |                              |                                |                           |      |
| #                                     | タイトル              | 作詞                         | 作曲                           | 編曲                      | 時間 |
| 1.                                    | 「カリフォルニー」    | ケツメイシ（#9、作詞: Ryo ） | ケツメイシ、nishi-ken          | ケツメイシ、nishi-ken     | 3:51 |
| 2.                                    | 「FUTARIDAY」         | ケツメイシ（#9、作詞: Ryo ） | ケツメイシ、久保田真悟         | 久保田真悟                | 3:57 |
| 3.                                    | 「逆転の発魂」        | ケツメイシ（#9、作詞: Ryo ） | ケツメイシ                     | YANAGIMAN、DJ KOHNO       | 3:54 |
| 4.                                    | 「Made in JAPAN」     | ケツメイシ（#9、作詞: Ryo ） | ケツメイシ、巴川貴裕           | 巴川貴裕、Integral Clover | 3:55 |
| 5.                                    | 「RHYTHM OF THE SUN」 | ケツメイシ（#9、作詞: Ryo ） | ケツメイシ、THE COMPANY        | THE COMPANY               | 4:53 |
| 6.                                    | 「Make & Break」      | ケツメイシ（#9、作詞: Ryo ） | ケツメイシ、守尾崇             | 守尾崇                    | 4:05 |
| 7.                                    | 「リアリティー」      | ケツメイシ（#9、作詞: Ryo ） | ケツメイシ、SHIGE              | SHIGE                     | 4:07 |
| 8.                                    | 「EMERGENCY」         | ケツメイシ（#9、作詞: Ryo ） | ケツメイシ、SHIGE              | SHIGE                     | 2:23 |
| 9.                                    | 「中年あるある」      | ケツメイシ（#9、作詞: Ryo ） | ケツメイシ、森下直之           | 森下直之                  | 1:35 |
| 10.                                   | 「Just for...」       | ケツメイシ（#9、作詞: Ryo ） | ケツメイシ、GIRA MONDO         | GIRA MONDO                | 3:58 |
| 11.                                   | 「親父のメール」      | ケツメイシ（#9、作詞: Ryo ） | ケツメイシ、成瀬祐介           | 成瀬祐介、守尾崇          | 4:25 |
| 12.                                   | 「それぞれのライフ」  | ケツメイシ（#9、作詞: Ryo ） | ケツメイシ、CHIVA              | CHIVA                     | 4:37 |
| 13.                                   | 「少年と花火」        | ケツメイシ（#9、作詞: Ryo ） | ケツメイシ、D.N.A.INSTRUMENTAL | D.N.A.INSTRUMENTAL        | 4:32 |
| 14.                                   | 「月と太陽」          | ケツメイシ（#9、作詞: Ryo ） | ケツメイシ、守尾崇             | 守尾崇                    | 4:42 |
| 15.                                   | 「嵐が去るまで」      | ケツメイシ（#9、作詞: Ryo ） | ケツメイシ、CHIVA              | CHIVA                     | 5:49 |
| 合計時間:                             | 合計時間:             | 合計時間:                    | 合計時間:                      | 60:43                     |      |

### Disc 2 / 初回特典DVD
| #  | タイトル                                       | 作詞 | 作曲・編曲 |
| -- | ---------------------------------------------- | ---- | ---------- |
| 1. | 「カリフォルニー」(MV)                         |      |            |
| 2. | 「RHYTHM OF THE SUN」(MV)                      |      |            |
| 3. | 「親父のメール」(MV)                           |      |            |
| 4. | 「月と太陽」(MV)                               |      |            |
| 5. | 「ALBUM JACKET Making」                        |      |            |
| 6. | 「KETSUNOPOLIS 9 CM集」                        |      |            |
| 7. | 「RHYTHM OF THE SUN」(MV Making ALBUM Edition) |      |            |
| 8. | 「親父のメール」(MV Making)                    |      |            |
| 9. | 「月と太陽」(MV Making)                        |      |            |

### 解説
1. カリフォルニー
  - 26thシングル。
  - ゴルフブランド「ASHWORTH」ブランド・ミュージック。
2. FUTARIDAY
3. 逆転の発魂
4. Made in JAPAN
5. RHYTHM OF THE SUN
  - 27thシングル。
  - テレビ朝日系「お願い!ランキング」6月期エンディング曲。
6. Make & Break
  - 「ハウステンボス」CMソング。
7. リアリティー
8. EMERGENCY
9. 中年あるある
10. Just for...
  - 「プリンスグランドリゾート軽井沢」CMソング。
11. 親父のメール
12. それぞれのライフ
13. 少年と花火
14. 月と太陽
  - 25thシングル。
  - テレビ朝日系ドラマ『ダブルス〜二人の刑事』エンディングテーマ。
15. 嵐が去るまで